# NGC 7100
NGC 7100 је појединачна звезда у сазвежђу Пегаз која се налази на NGC листи објеката дубоког неба.
Деклинација објекта је + 8° 57' 2" а ректасцензија 21h 39m 6,9s. Привидна величина (магнитуда) објекта NGC 7100 износи 6,9.